# Когнитариат
Когнитариат — широкая прослойка наёмных работников преимущественно умственного труда.

## Определения когнитариата

### Первые упоминания
Первым термин «информационный работник», считающийся синонимом когнитариата, применил П. Друкер в книге «Landmarks of Tomorrow: A Report on the New 'Post-Modern' World» (1959). Считается, что он использовал этот термин в неклассовом контексте, в связи с чем его нельзя считать автором современного значения категории. Друкер — теоретик бизнес-управления и применял понятие «информационный работник» к корпорациям, а различие между его интерпретацией и последующими то же, что между корпорацией и экономикой. Развитие концепции Друкера направлено на повышение эффективности труда менеджера и относится более к педагогике, чем социологии.

### Д.Белл
Авторство понятия «когнитариат» приписывают Д. Беллу, хотя ни в одном из трех его фундаментальных трудов не был использован этот термин. Вместо него применялось словосочетание «knowledge worker», переведенное на русский язык как «интеллектуальный работник». Смысл, вкладываемый Беллом, приблизительно соответствует смыслу приписываемому ему термина, определяя его как «интеллигенцию и работников наемного труда, занятых исключительно умственным трудом».
Фундаментальный труд Белла «Грядущее постиндустриальное общество» (1973), являющийся референтом многих дискуссий о когнитариате, посвящён формированию постиндустриального общества в капиталистических и социалистических странах. Сопровождая этот тезис обширной статистикой и критикой экономических, социальных и политических учений, Белл объясняет его появлением обширного класса «белых воротничков» (менеджеров, работников умственного труда), прогрессивности их деятельности в ущерб физическому труду. В попытке описать классовую структуру общества знания Белл выделяет три класса, являющихся по сути стратами — научная элита, средний класс профессоров и пролетариат, состоящий из преподавателей-ассистентов. Разумеется, это ничего не объясняет — словосочетание «класс знания» Белл не использует.

### Э.Тоффлер
В трудах Э. Тоффлера термин «когнитариат» появляется в «Метаморфозах власти» (1990):

…Чисто физический труд находится в нижней части спектра и постепенно исчезает. С малым количеством занятых физическим трудом в экономике «пролетариат» сейчас находится в меньшинстве и больше заменяется «когнитариатом». По мере становления суперсимволической экономики пролетарий становится когнитаристом.
Ключевым вопросом о работе человека сейчас становится вопрос о том, какую долю занимает в этой работе обработка информации, насколько стандартна и программируема его работа, какой уровень абстракции требуется для его труда, какой доступ имеет работник к центральному банку данных и информационной системе менеджмента и насколько автономна и ответственна его работа…
Контекст, в котором Тоффлер употреблял термин, совпадает с контекстом Белла.

#### Критика определения когнитариата у Тоффлера
Так как пролетариат не обязательно занят исключительно физическим трудом, то противопоставление когнитария и пролетария по характеру труда сомнительно.

## Интерпретации
По степени соответствия марксизму можно выделить три основные интерпретации когнитариата: ригористическую марксистскую, апокрифическую марксистскую и неомарксистскую.

### Прочие
В 2000-е годы термин приобретает популярность.